# Šawuška
Šawuška of Šauška (ook Shaushka) was in de Hurritische mythologie de vruchtbaarheidsgodin van liefde en strijd. Zij bezat dan ook genezende krachten. Tušratta beschrijft haar als de Meesteres van Mitanni en als Koningin van de hoge hemel. De godin Šawuška wordt gewoonlijk aan Ishtar gelijkgesteld en steeds eveneens op een leeuw afgebeeld, net als Hepat maar zij heeft in tegenstelling tot Hepat vaak ook vleugels. In Sumer werd Isjtar op zeker moment als de zuster van de weergod beschouwd, maar het is niet duidelijk of dit ook zo gold voor Mitanni. In Nuzi was aan Šawuška en Tešup een dubbele tempel gewijd.
Šawuška had Ninatta en Kulitta als dienaressen en begeleidende muziekspeelsters.

## Šawuška in anderen landen
In Kizzuwatna werd een zwart Šawuška beeld vereerd.
Daar was Puduḫepa priesteres van de godin van de liefde Šawuška. Zij trouwde de Hettitische koning Hattušili II. Tot de periode 1400-1380 v.Chr. werd in Kizzuwatna het beeld van de zwarte godin vereerd. Dit beeld is onder Tudhalijaš III naar Šamuḫa aan de boven-Eufraat in Ḫatti overgebracht om het voor vijandige aanvallen te beschermen.

### Hettieten
In het Hettitisch pantheon had Šawuška ook mannelijke attributen.
Zij kon godslasteraars en meineedplegers door een geslachtsverandering straffen, zoals ook de Griekse Aphrodite (Teiresias) en de Frygische Magna Mater (Attargatis), die in ieder geval ook bij chirurgische ingrepen bescherming bood.
In Hettitische teksten worden aan Šawuška Šintal-wuri, Šintal-irti en Šintal-taturkani toegevoegd, wier Hurritische namen allemaal op het getal zeven betrekking hebben. Zij wordt in de godenprocessie van Yazılıkaya, afgebeeld met haar dienaressen Ninatta en Kulitta.

### Assyriërs
Ook in de sargonitische tijd stond de Isjtar van Ninive nog bekend als Šauška. In het Sumerisch heette zij Inanna, in het Akkadisch Isjtar, en Šawuška was de naam in het Hurritisch en Hettitisch. Zij werd in talloze steden in het Nabije Oosten vereerd, maar de Isjtar-van-Ninive was wel veruit de krachtigste.
In een brief aan Amenhotep III, informeert koning Tušhratta van Mittani de farao dat hij hem een beeld heeft toegestuurd van de godin Isjtar/Šawuška van Nineve naar Egypte, zoals door hem gevraagd teneinde zegeningen over Egypte te bekomen. Het kleitablet in spijkerschrift werd in Tell el-Amarna opgegraven als onderdeel van de Amarna-brieven. Dit Egyptisch staatsarchief dateert uit ca. 1370-1350 v.Chr.
Een monumentale tempel gewijd aan Isjtar-Šawuška, versierd met reliëfs in basalt werd opgegraven op de nederzetting uit de late Bronstijd op Tell Ain Dara, 40 km ten noordwesten van Aleppo, dat uitkijkt op de Afrin vallei.

## Verwante godheden
Šawuška wordt vaak met de Akkadisch/Assyrische Isjtar gelijkgesteld. Ze wordt als Isjtar van Subartu aangeduid. In Noord-Syrië werd Šawuška deels met Išḫara geïdentificeerd, in Ugarit met Astarte. In het Sumerisch heette zij Inanna, in het Akkadisch en Babylonisch Isjtar. Ook de Kanaänitische godin Qetesh, die tot in Egypte verering kende, werd staand op een leeuw afgebeeld zoals Šawuška en Isjtar.